# 長毛真亮羽水蚤
長毛真亮羽水蚤（学名：[Euaugaptilus hecticus] 错误：{{Lang}}：文本有斜体标记（帮助））为亮羽水蚤科真亮羽水蚤屬下的一个种。